# Новоясенское сельское поселение
Новоясенское сельское поселение — муниципальное образование в Староминском районе Краснодарского края России.
В рамках административно-территориального устройства Краснодарского края ему соответствует Новоясенский сельский округ.
Административный центр — станица Новоясенская.

## Население
| 2010  | 2012 | 2013  | 2014  | 2015  | 2016  | 2017  | 2018  | 2019  |
| ----- | ---- | ----- | ----- | ----- | ----- | ----- | ----- | ----- |
| 1011  | ↘996 | ↗1013 | ↗1023 | ↗1039 | ↗1054 | ↘1052 | ↘1040 | ↗1056 |
| 2020  | 2021 | 2023  |       |       |       |       |       |       |
| ↘1045 | ↘876 | ↘875  |       |       |       |       |       |       |

## Населённые пункты
В состав сельского поселения (сельского округа) входят 2 населённых пункта:
| № | Населённый пункт | Тип населённого пункта | Население (чел.) |
| - | ---------------- | ---------------------- | ---------------- |
| 1 | Новоясенская     | станица                | ↘599             |
| 2 | Ясени            | хутор                  | ↘412             |

К 1926 году в Ново-Ясенский сельсовет Старо-Минского района Донского округа Северо-Кавказского края входили:
1. Блазма, хутор
2. Бурлацкий пос.
3. Гомельский пос.
4. Жёлтые Копани, хутор
5. Ново-Ясенская, станица
6. Северные, хутор
7. Стрелка, хутор
8. Южный, хутор